# Солдатики (фільм)
«Солдатики» (англ. Small Soldiers) — американський фільм режисера Джо Данте 1998 року. Цей комедійний бойовик описує протистояння двох наборів іграшок, які задумані своїми творцями як непримиренні вороги. Потрапивши до будинку підлітка Алана, карикатурно жорстокі солдатики попри все прагнуть одного — знищити ненависних їм мирних горгонітів.
Фільм отримав неоднозначні відгуки. Він став останнім, де грали Філ Гартман («Солдатики» після загибелі актора присвячені його пам'яті) та Клінт Вокер, який покинув акторську кар’єру того ж року.

## Сюжет
Технологічна компанія GloboTech Industries купує виробника іграшок Heartland Toy Company. Генеральний директор GloboTech Гіл Марс цікавиться, що може виробляти куплена компанія. Дизайнер Ірвін Вейфер показує проєкт набору іграшок: чудернацьких, але мирних горгонітів, які могли б навчатися, щоб стати кращими. Натомість Ларрі Бенсон презентує набір солдатиків «Елітні командос». Гіл Марс невдоволений обома варіантами, бо ці іграшки не можуть робити те, що показано в їх рекламі. Він дає три місяці, щоб вдосконалити іграшки і наказує об'єднати обидва набори: нехай командос б'ються проти горгонітів. Ларрі та Ірвін отримують доступ до нових розробок GloboTech, але Ларрі забуває свій пароль від комп'ютера. Тоді він користується паролем Ірвіна (який той необачно виказав) і замовляє мікропроцесор X1000, не звертаючи уваги, що він призначений для Міністерства оборони. Таким чином іграшки отримують здатність навчатися, відповідно до своїх ролей.
Працюючи в сімейному магазині іграшок, підліток Алан Абернаті переконує кур'єра Джо позичити йому набір нових іграшок GloboTech. Алан активує солдатика майора Чипа Газарда й Арчера, вождя горгонітів. До крамниці заходить юна сусідка Алана, Крісті Фімпл, та просить якусь іграшку для її меншого брата. Але майор Чип ховається, тому продати його не вдається. Повернувшись додому, Алан виявляє Арчера в своєму рюкзаку. Вночі Чип Газард активує своїх товаришів для атаки на горгонітів. Алан зранку виявляє, що в магазині безлад, а нові іграшки зникли. Крісті допомагає прибирати, але потім їде зі своїм другом. Батько Алана вважає, що син погано справляється з крамницею. Хлопець телефонує на лінію обслуговування клієнтів GloboTech, щоб подати скаргу. Ларрі та Ірвін чують його повідомлення та виявляють, що X1000 — це чип зі штучним інтелектом. Творець чипа пояснює, що Міністерство оборони відмовилося від нього, бо чип вразливий до ЕМІ.
Командос посилають солдатика Базуку захопити Арчера, та солдатик ламається і його ремонтують підручними засобами. Потім вони проникають до будинку Алана та заманюють Арчера в пастку, підробивши голоси інших горгонітів. Вони підвішують Арчера над подрібнювачем побутових відходів, але хлопець встигає на допомогу. Солдатики тікають (Нітро при цьому втрачає ноги і потім остаточно ламається), Алан зізнається батькам, що таємно купив іграшки без дозволу. Проте батько не вірить, що його інструменти забрали солдатики.
Арчер розуміє, що інші горгоніти не були знищені, бо інакше солдатики їх не шукали б. Алан і Арчер знаходять горгонітів у смітнику біля магазину. На відміну від войовничих солдатиків, горгоніти запрограмовані на початкову доброзичливість і допитливість. Побачивши фото національного парку Йосеміті на комп'ютері Алана, горгоніти вирішують, що там їхній дім, який їм потрібно знайти.
Солдатики тим часом майструють різну зброю в сараї та підслуховують телефонну розмову Алана з Крісті. Здогадавшись, що Алан закоханий у Крісті, солдатики планують захопити її в заручники. Вони присипляють її батьків снодійним, зв'язують її брата, а з колекції ляльок Крісті роблять армію, скориставшись чипом Нітро. Взявши потім Крісті в заручники, вони вимагають від Алана здати горгонітів.
Алан і Арчер пробираються в Крісті та визволяють її. Щоб відволікти солдатиків, вони вдають ніби Алан приніс горгонітів у коробці, але там насправді сховано магнітофон, який програє їхні голоси. Солдатики переслідують Алана та Крісті на саморобних автомобілях, але гинуть у пожежі. Виживає тільки Чип Газард. Батьки Крісті прокидаються і звинувачують Алана в усьому, що зробили солдатики.
Ларрі та Ірвін прибувають до будинку Алана, щоб сказати про «браковану» партію іграшок. Горгоніти переконують батьків Алана й Крісті, що вони живі. В той час майор Чип змушує кур'єра відвезти його на склад і набирає армію з інших наборів. Батько Крісті пропонує капітулювати, але солдатики хочуть убити всіх у будинку. Ірвін згадує про вразливість X1000 до ЕМІ, який можна створити за допомогою трансформатора. Крісті, Ірвін і Ларрі вирушають до трансформатора, поки решта відбиваються від атак солдатиків. На Алана нападає Чип Газард і перемагає Арчера, але Алан штовхає його в трансформатор, коли Ларрі та Ірвін створюють ЕМІ, знищуючи іграшки.
Вранці, коли влада прибирає наслідки нічного бою, прибуває Марс і розплачується з Джо та обома родинами за збитки. Потім він наказує Ларрі та Ірвіну перепрофілювати Commando Elite для військового використання. Алан і Крісті починають стосунки, і він виявляє, що горгоніти пережили ЕМІ під супутниковою антеною. Алан привозить горгонітів до Йосеміті, де вони прощаються та вирушають на пошуки дому.

## В ролях

### Люди
- Девід Кросс — Ірвін Вайфаєр
- Джей Мор — Ларрі Бенсон
- Кірстен Данст — Крісті Фімпл
- Александра Вілсон — містер Кігел
- Деніс Лірі — Гіл Марс
- Роберт Пікардо — Ральф
- Грегорі Сміт — Алан Абернаті
- Дік Міллер — Джої
- Джейкоб Сміт — Тіммі Фімпл
- Кевін Данн — Стюарт Абернаті

### Іграшки
- Джордж Кеннеді — Брік Базука (голос)
- Клінт Вокер — Нік Нітро (голос)
- Томмі Лі Джонс — майор Чип (голос)
- Ернест Боргнайн — Кіп Кілліган (голос)
- Брюс Дерн — Лінк Статік (голос)
- Джим Браун — Бутч Мітгук (голос)
- Френк Ланджелла — Арчер (голос)
- Крістофер Гест — Слемфіст (голос)
- Майкл Маккін — Інсеніак (голос)
- Гаррі Ширер — Панчит (голос)
- Сара Мішель Ґеллар — лялька Гвенді (голос)
- Крістіна Річчі — лялька Гвенді (голос)

## Саундтрек
1. «War» (Bone Thugs-n-Harmony, Генрі Роллінз, Том Морелло, Флі)
2. «Another One Bites the Dust» (Queen, Вайклеф Жан, Pras, Free & Canibus)
3. «The Stroke» (Billy Squier & Dallas Austin)
4. «Love Is a Battlefield» (Pat Benatar, Queen Latifah & DJ Kay Gee)
5. «Rock and Roll (Part 2)» (Gary Glitter & Dutch)
6. «Love Removal Machine» (The Cult & Mickey Petralia)
7. «My City Was Gone» (The Pretenders, Kool Keith & Butcher Brothers)
8. «Surrender» (Cheap Trick & Rich Costey)
9. «Tom Sawyer» (Rush & DJ Z-Trip)
10. «War» (Едвін Старр)

## Виробництво
В одному з інтерв'ю режисер картини Джо Данте згадував: «Спочатку мені сказали зробити гостросюжетну картину, орієнтовану на молодь, але коли кількість спонсорів збільшилася, новим завданням було певною мірою „пом'якшити“ сюжет, зробивши його більш підходящим і для дітей. Зрештою фільм увібрав елементи цих двох підходів. Безпосередньо перед виходом було видалено безліч епізодів агресивного екшену та вибухів»  .
Про спецефекти фільму Данте заявив: «Ми планували використовувати багато лялькових моделей фахівця з візуальних ефектів Стена Вінстона — він зробив кілька дуже складних ляльок , які могли виконувати незвичайні дії. Але на практиці ми виявили, що набагато простіше і дешевше дозволити CGI -фахівцям доопрацьовувати сцени після зйомок. У «Солдатиках» лише одна третина лялькова, решта — комп'ютерна графіка, хоча початкова ідея полягала в тому, щоб зробити фільм переважно саме ляльковим»  .

## Сприйняття
На агрегаторі відгуків Rotten Tomatoes фільм схвалили 49 % критиків, поставивши середню оцінку 6,10/10. Консенсус критиків сайту стверджує: «„Солдатики“ мають багато візуальних ефектів, але запам'ятовується сюжет, який, на жаль, не відповідає фірмовому анархічному духу режисера Джо Данте».
Роджер Еберт похвалив спецефекти та сатиру, але зауважив, що гумористичні сцени будуть незрозумілі дітям. Один із внутрішніх жартів полягає в тому, що багато голосів солдатиків належать ветеранам «Брудної дюжини», а горгонітів озвучують актори з «Це — Spinal Tap!».
Керолайн Вестбрук з Empire писала: «Солдатики» промахуються між двома основними категоріями — надто страшні для маленьких дітей, надто дитячі для дорослих. Фільм нагадує «Гремлінів», фігурки чудово анімовані, а CGI гарно вписуються в живу дію. Данст і Сміт грають м'яко привабливих підлітків-романтиків, але з дорослих лише камео Деніса Лірі в ролі військового магната та Філа Гартмана в його останній ролі батька Крісті викликає великий інтерес.
У 2000 році режисер Грегорі П. Грант подав позов проти Стівена Спілберга, DreamWorks Pictures і Universal Pictures, стверджуючи, що вони порушили авторські права на його короткометражний фільм 1990 року «Ода GI Joe». Грант стверджував, що він зустрічався з Amblin Entertainment у 1991 році з метою обговорити можливість розширення свого короткометражного фільму до повнометражного. Адвокати Гранта підкреслили, що деякі сцени та ідеї з «Солдатиків» надто схожі та прямо запозичені з короткометражного фільму.
Мережа фастфуду Burger King випускала іграшки з метою реклами «Солдатиків». Керівники мережі вважали, що фільм отримає рейтинг не вище, ніж PG (дозволено всім дітям під наглядом батьків), але він отримав PG-13 (дітям до 13-и років рекомендується під наглядом батьків). За словами Джо Данте, MPAA дала фільму рейтинг PG-13 через сцену, в якій командос підсипають снодійне в напій батьків Крісті, Філа та Меріон. Через це буклет, який супроводжував іграшки, містив застереження: «Хоча іграшки підходять для дітей будь-якого віку, фільм „Солдатики“ може містити матеріали, неприйнятні для дітей молодшого віку». Деякі ресторани дозволили обмін цих іграшок на фігурку містера Картопляної Голови.

## Вплив
Багато читачів порівнюють ідею про солдатів, що ожили, з розповідями Стівена Кінга  — « Поле бою » (1972 рік) і Філіпа Діка  — « Маленька революція » (1952 рік).

## Відеоігри
У 1998 році було випущено чотири відеоігри:
- Маленькі солдатики[en] - PlayStation (Electronic Arts / DreamWorks Interactive) (англ. вікі)
- Маленькі солдатики: Командир загону – ПК (Hasbro Interactive / DreamWorks Interactive)
- Маленькі солдатики - Game Boy (THQ/Tiertex Design Studios/DreamWorks Interactive)
- Маленькі солдатики: Globotech Design Lab – ПК (Hasbro Interactive)

## Скасований рімейк
Компанія 20th Century Fox розробляла ремейк «Маленьких солдатів» під назвою «Тоймагеддон» . Сценарій був придбаний у січні 2014 року, і режисер Джастін Лін був призначений для виробництва фільму. Історія розгортається на «фабриці іграшок, яка починає шаленіти». На той час не було прямо вказано, що це ремейк Small Soldiers . 
Через придбання 21st Century Fox компанією Disney 20 березня 2019 року компанія Disney пізніше в серпні скасувала фільм разом із понад 200 іншими проектами, що показало, що фільм був задуманий як ремейк « Маленьких солдатів» . 